# 普里阿穆尔斯基
普里阿穆尔斯基（羅馬化：Priamurskiy），旧称波克罗夫卡（Покровка），是俄罗斯犹太自治州的市级镇，属斯米多维奇区，位于阿穆尔河畔，在区行政中心斯米多维奇东、自治州首府比罗比詹东偏南方。西伯利亚铁路及阿穆尔公路经过该地。
该地2021年人口有3,288人；2010年人口4,047；2002年人口3,675；1989年人口3,697。